# やまだ浩一
やまだ 浩一（やまだ こういち、1956年7月26日 - ）は、日本の漫画家。福岡県柳川市出身。福岡大学卒業。血液型AB型。一部の作品では本名の山田 浩一の表記もある。

## 概要
1979年、大学在学中に集英社の新人賞に相当する赤塚賞佳作に「吾輩は猫ふんじゃった」にて入選。同作が『月刊少年ジャンプ』増刊号に掲載され、漫画家としてデビュー。
1987年、講談社の青年向け漫画誌『コミックモーニング』で開催されていた新人賞に相当するコミックオープンに「SHOKO」にて佳作入選。初連載作は1988年より『コミックモーニング』の増刊にて連載された『すみれんち』。以降、多くの出版社で青年向けの漫画雑誌を中心に執筆活動をしている。

## 単行本リスト
- いつも心に太陽を（双葉社）全3巻

1. ISBN 978-4-575-81526-9（1989年3月）
2. ISBN 978-4-575-81566-5（1989年8月）
3. ISBN 978-4-575-81591-7（1990年1月）

- すみれんち（講談社）全2巻

1. ISBN 978-4-063-15009-4（1989年6月）
2. ISBN 978-4-063-15029-2（1991年1月）

- 突撃!!屯田村青年団（リイド社）全8巻

1. ISBN 978-4-845-80791-8（1991年1月）
2. ISBN 978-4-845-80792-5（1991年5月）
3. ISBN 978-4-845-80793-2（1991年9月）
4. ISBN 978-4-845-80794-9（1992年1月）
5. ISBN 978-4-845-80795-6（1992年6月）
6. ISBN 978-4-845-80796-3（1992年11月）
7. ISBN 978-4-845-80797-0（1993年2月）
8. ISBN 978-4-845-80798-7（1993年7月）

- 世紀末喜劇王エノケン（秋田書店）全2巻

1. ISBN 978-4-253-14384-4（1991年10月）
2. ISBN 978-4-253-14385-1（1992年2月）

- 格闘無制限巨娘ターミー（秋田書店）全3巻

1. ISBN 978-4-253-14463-6（1992年9月）
2. ISBN 978-4-253-14464-3（1993年2月）
3. ISBN 978-4-253-14465-0（1993年7月）

- 平成爺メン（学研）全2巻

1. ISBN 978-4-056-00134-1（1993年7月）
2. ISBN 978-4-056-00480-9（1994年4月）

- 愚零斗鏖（秋田書店）全2巻

1. ISBN 978-4-253-04151-5（1993年10月）
2. ISBN 978-4-253-04152-2（1993年12月）

- けつカッチン！（講談社）全2巻 原作：只野礼太

1. ISBN 978-4-063-28092-0（1995年6月）
2. ISBN 978-4-063-28109-5（1995年11月）

- ミスターストレート（日本文芸社）全1巻

1. ISBN 978-4-537-09647-7（1996年2月）

- 隠し球ガンさん（文藝春秋）全4巻 原作：木村公一

1. ISBN 978-4-160-90006-6（1997年5月）
2. ISBN 978-4-160-90020-2（1997年11月）
3. ISBN 978-4-160-90032-5（1998年7月）
4. ISBN 978-4-160-90046-2（1999年4月）

- イケないママ（メディアックス）

1. ISBN 978-4-896-13306-6（1997年5月）

- パローレ（竹書房）

1. ISBN 978-4-812-45224-0（1998年8月）

- 飯盛り侍（双葉社）全6巻　原作：井川公彦

1. ISBN 978-4-575-83065-1（2005年2月）
2. ISBN 978-4-575-83104-7（2005年6月）
3. ISBN 978-4-575-83156-6（2005年10月）
4. ISBN 978-4-575-83215-0（2006年3月）
5. ISBN 978-4-575-83263-1（2006年7月）
6. ISBN 978-4-575-83318-8（2007年1月）

- ラーメン大百科（双葉社）全4巻

1. ISBN 978-4-575-83384-3（2007年7月）
2. ISBN 978-4-575-83430-7（2007年11月）
3. ISBN 978-4-575-83489-5（2008年5月）
4. ISBN 978-4-575-83543-4（2008年10月）

## 師匠
- 小林よしのり - 小林よしのりの関連人物を参照